# Edmund Höfer
Edmund Höfer (* 27. März 1933 in Lugoj, deutsch Lugosch, Königreich Rumänien; † 19. August 2014 in München) war ein aus Rumänien stammender deutscher Presse- und Kunstfotograf. Seine Arbeiten prägten jahrzehntelang das Gesicht der Zeitung Neuer Weg, der einzigen zentralen deutschen Tageszeitung im kommunistischen Rumänien.

## Leben und Werk
Höfers Vater war Angehöriger der Volksgruppe der Banater Schwaben und Besitzer einer Weberei in Lugosch. Nach dem Königlichen Staatsstreich am 23. August 1944 kam er als deutschstämmige Person erst in ein Lager und wurde danach in die nach Sowjetunion verschleppt. Als „fiu de exploatator“ (deutsch Ausbeutersohn) wurde er 1947 vom Lyzeum entlassen und musste seinen Schulabschluss später nachholen. Auf Wunsch seiner Mutter machte er eine Lehre als Zahntechniker, fand aber wenig Gefallen an dem Beruf. Nach dem Abschluss seiner Lehre arbeitete er in dem biochemischen Labor des Krankenhauses in Lugoj. Er folgte seinem Vorgesetzten Popovici, der in Reșița die Leitung des Labors in der neu erbauten Poliklinik übernehmen sollte, und absolvierte dort eine Ausbildung zum Biochemie-Laboranten. Später arbeitete er in dem Labor des Stahlwerks in Reșița. In dem dreischichtigen Betrieb konnte er Schichten von Kollegen übernehmen, wodurch er mehrere arbeitsfreie Tage hintereinander zum Fotografieren nutzen konnte.
Seinen ersten fotografischen Auftrag erhielt Höfer von dem Fotografen Hermann Heel (auch Heel Moni), der Höfers Bemühungen zum Berufsfotografen unterstützte und ihn mit seiner Leica-Kleinbildkamera nach Bocșa schickte, wo er Fotos von einem neu erbauten Tuberkulose-Vorsorge-Kinderheim machen sollte. Höfer schickte einige seiner Fotos an die Zeitung Neuer Weg, von denen mehrere dort veröffentlicht wurden. Seine erste Bewerbung als Fotograf beim Neuen Weg wurde 1955 zunächst abgelehnt. Neben seiner Arbeit im Stahlwerk war er bei der Lokalzeitung Flamura rosie als Fotoreporter tätig. Bald darauf konnte Höfer durch die Vermittlung Heels beim Neuen Weg in Bukarest seine Arbeit als Fotograf aufnehmen. In dieser Funktion bereiste er die von Rumäniendeutschen bewohnten Gebiete Rumäniens, vor allem Siebenbürgen. 
Später konnte er seine Themen zum Teil selbst auswählen, so entstand zum Beispiel die Fotoserie „Siebenbürgischer Winter“. In seinen Porträt-Serien fotografierte er deutschstämmige Kulturschaffende wie Alexander Tietz und Rolf Bossert, hatte aber auch Begegnungen mit in Bukarest auftretenden Musikern wie Dawid Fjodorowitsch Oistrach, Swjatoslaw Teofilowitsch Richter, Yehudi Menuhin, Sergiu Celibidache oder Herbert von Karajan. Zu seinen weiteren Arbeiten gehören Porträts von Arbeitern, Landschafts- und Industriefotos sowie Aktfotos und Werbe- und Programmfotos, unter anderem für das Bulandra-Theater (rumänisch Teatrul Bulandra). Andere Bilder zeigen das Leben der Juden in der Nordmoldau und der Bukowina.
Die Fédération Internationale de l’Art Photographique (FIAP) verlieh Edmund Höfer 1961 in Bern den Titel „Künstler der FIAP (Artiste FIAP, AFIAP)“ und 1965 den Titel „Excellence FIAP (EFIAP)“. Der Rumänische Verband der Kunstfotografen berief Höfer regelmäßig in die Jury der Fotosalons. Bei einem internationalen Fotowettbewerb in Wien erhielt Höfer Mitte der 1960er Jahre die Goldmedaille, die erste Goldmedaille für einen Fotografen aus Rumänien.
In den 1980er Jahren erschienen Höfers Fotografien auf Umschlägen von vom Bukarester Kriterion-Verlag herausgegebenen Büchern der Autoren Mircea Dinescu, Herta Müller, William Totok, Richard Wagner, Werner Söllner und anderen. Sein Schnappschuss einer banat-schwäbischen jungen Frau in einem weißen Brautkleid, mit Kranz und Schleier und den Füßen in einem Lavoir erschien in der Zeitschrift Stern und im Magazin Life.
1988 übersiedelte Höfer nach Deutschland. Hier erhielt er den Auftrag des Jüdischen Museums München das Jüdische Ghetto in Venedig zu fotografieren. In der folgenden Ausstellung zeigte er erstmals Farbbilder; bis dahin hatte Höfer nur Schwarzweißfotografie ausgestellt.
Edmund Höfers Ehefrau Helga war unter anderem beim rumänischen Fernsehen beschäftigt. Ihr Sohn, Hanno Höfer, ist Regisseur, Produzent und Musiker.

## Veröffentlichungen
- Sibiu (Hermannstadt). Fotos: Edmund Höfer. Text: Paul Schuster. Verlag Meridiane, Bukarest 1968.
- Ojtser. Das Schtetl in der Moldau und Bukowina heute, Christian Brandstätter Verlag, Wien 1988.

## Ausstellungen
- Jüdisches Leben in Rumänien
  - „Jüdisches Leben in der Bukowina“, Kultur- und Begegnungszentrum „Friedrich Teutsch“ der Evangelischen Landeskirche in Hermannstadt, 2005.
  - „Jüdische Lebenswelten in Rumänien“, Jiddische Kulturtage in Bukarest, 10.–12. April 2005.[8]
  - Jüdisches Museum München, Februar 2015[9]
- Ausstellung über Pioniere der Fotografie und wichtige Fotokünstler mit Bildern aus Edmund Höfers Fotosammlung, Kulturinstitut der Bundesrepublik Deutschland (Goethe-Institut), Bukarest 1985.[10]